# Kresoxim-methyl
Kresoxim-methyl ist ein Wirkstoff zum Pflanzenschutz und eine chemische Verbindung aus der Gruppe der Strobilurine.

## Darstellung
Kresoxim-methyl kann durch eine mehrstufige Reaktion ausgehend von Phthalid (3H-Isobenzofuran-1-on) gewonnen werden.
Der erste Schritt der Synthese ist ein nucleophiler Angriff eines Phenolat-Ions auf ein Lacton und unter Öffnung des Lactons wird ein Benzyl-Aryl-Ether gebildet. Beim nächsten Schritt wird zunächst das Säurechlorid hergestellt welches in der kommenden Umsetzung mit Natriumcyanid zu einem α-Carbonylnitril reagiert. Im letzten Schritt wird dieses mit O-Methylhydroxylamin umgesetzt und es wird Kresoxim-methyl erhalten.

## Eigenschaften
Kresoxim-methyl ist ein farb- und geruchloser Feststoff, der unlöslich in Wasser ist.

## Verwendung
Kresoxim-methyl wird als Fungizid-Wirkstoff in Pflanzenschutzmitteln verwendet. Das technische Produkt enthält bis zu 50 % des Wirkstoffes und ist ein brauner Feststoff mit leicht schwefligem Geruch. Die Verbindung hat ein breites Anwendungsspektrum gegen verschiedenartige phytopathogene Pilze und besitzt ein quasi-systemisches Translokationsverhalten, eine relativ kurze Verweilzeit innerhalb der Pflanze sowie eine hohe photochemische Stabilität. Sie kann sowohl protektiv als auch kurativ und eradikativ eingesetzt werden. Die Zulassung des Produktes wurde in Europa 1995 durch BASF beantragt.
In Deutschland, Österreich und der Schweiz sind Pflanzenschutzmittel mit diesem Wirkstoff zugelassen.

## Sicherheitshinweise
Bei Kresoxim-methyl besteht der Verdacht auf krebserzeugende Wirkung. Es ist sehr giftig für Wasserorganismen und kann in Gewässern längerfristig schädliche Wirkungen haben.